# Юридична служба Збройних сил України
Юридичний департамент Міністерства оборони України або Юридична служба Збройних Сил України — є самостійним структурним органом управління підпорядкованих йому юридичних територіальних відділів. Департамент спрямовує, координує і контролює діяльність юридичної служби Міністерства оборони та юридичної служби Збройних Сил України.
Головна мета діяльності, забезпечення правильного застосування законодавства в Міноборони та Збройних Силах України.

## Структура
Територіальні відділи служби, дислоковані у шести містах України: Харків, Дніпро, Одеса, Львів, Вінниця, та Північне юридичне територіальне управління у м. Київ. 
Сам Департамент складається із 5 відділів:
- Відділ організації правової роботи;
- Відділ військового законодавства;
- Відділ юридичного забезпечення роботи з персоналом;
- Відділ юридичного забезпечення матеріально-технічного постачання;
- Відділ організації представництва в юрисдикційних органах та забезпечення господарської діяльності.

У кожному гарнізоні Збройних Сил України створено (на підставі відповідного наказу начальника гарнізону) військово-юридичні консультації. У бойових бригадах збільшили кількість військових юристів до трьох. 

## Директори
- полковник юстиції Коваль Валерій Петрович (2018)[2].